# Mistrzostwa Świata w Narciarstwie Alpejskim 1962 – kombinacja mężczyzn
Kombinacja mężczyzn na 17. Mistrzostwach Świata w Narciarstwie Alpejskim została rozegrana w dniach 12 - 18 lutego 1962 roku. Tytułu sprzed dwóch lat nie obronił Francuz Guy Périllat, który tym razem nie ukończył rywalizacji. Nowym mistrzem świata został Austriak Karl Schranz, drugie miejsce zajął jego rodak - Gerhard Nenning, a brązowy medal zdobył Ludwig Leitner z RFN
Kombinację ukończyło 13. zawodników. Żeby zostać sklasyfikowanym zawodnik musiał ukończyć trzy pozostałe konkurencje: zjazd, giganta i slalom. 

## Wyniki
| Pozycja | Zawodnik           | Państwo           | Zjazd  | Gigant | Slalom | Wynik  |
| ------- | ------------------ | ----------------- | ------ | ------ | ------ | ------ |
| 01 !    | Karl Schranz       | Austria           | 0,70   | 10,34  | 0,00   | 11,04  |
| 02 !    | Gerhard Nenning    | Austria           | 15,58  | 9,95   | 7,68   | 33,21  |
| 03 !    | Ludwig Leitner     | RFN               | 24,00  | 14,63  | 25,94  | 64,70  |
| 4       | Carlo Senoner      | Włochy            | 9,10   | 24,31  | 45,14  | 78,55  |
| 5       | Jimmy Heuga        | Stany Zjednoczone | 26,50  | 38,88  | 42,76  | 108,15 |
| 6       | Willy Bogner       | RFN               | 83,20  | 34,56  | 25,94  | 143,70 |
| 7       | Arild Holm         | Norwegia          | 62,56  | 51,20  | 48,83  | 162,59 |
| 8       | Verne Anderson     | Kanada            | 50,40  | 59,38  | 56,50  | 166,28 |
| 9       | Olle Rolén         | Szwecja           | 53,12  | 51,90  | 67,60  | 172,62 |
| 10      | Joshihiro Fukuhara | Japonia           | 50,80  | 54,00  | 73,06  | 177,86 |
| 11      | Ulf Ekstam         | Finlandia         | 152,16 | 38,16  | 69,55  | 259,87 |
| 12      | Jean-Guy Brunet    | Kanada            | 178,94 | 50,15  | 31,42  | 260,51 |
| 13      | Raimo Manninen     | Finlandia         | 240,64 | 34,92  | 40,24  | 315,80 |